# 漆沢の池
漆沢の池（うるしざわのいけ）は、石川県七尾市西三階町にあるため池である。2010年（平成22年）3月25日に農林水産省のため池百選に選定された。

## 概要
七尾市の西三階町にある「漆沢の池」は、周囲2km、水深10mの能登地方最大級のため池で、邑知潟地溝帯の丘陵地の東北端に沿って流れる二級河川二宮川の左岸48haの灌漑を行っている。なお、地図上では「しぶ沢の池」と表記されていることがある。

## 経緯
1679年（延宝7年）には加賀藩から「村御印」という年貢割付状が出され年貢が増やされた。
1725年（享保10年）に十村制役の北村平内安仲と地元農民が、新たな水源確保に向けて「うるし沢」に当時では高度な技術であった「はがね土」（良質粘土を止水壁として基礎堰堤作成する）と呼ばれる工法で3年9カ月の歳月をかけ堤高6.1m、堤長240m、堤長幅5.0mの堰堤を築いた。
当時の様子は、「能登のお池づくり」として児童文学研究者の勝尾金弥著書として1冊の書籍にもなっている。
と唄われたほど、この池の恩恵は大きく、近くの藤原比古神社には「治水功績碑」が建立されている。1892年（明治25年）には、堤防工事中に死者6名を出す崩落事故が発生し、1893年（明治26年）には同堤防上に慰霊碑が建立されている。地元では「お池」と呼ばれて親しまれ、毎年秋祭りには豊作を感謝して獅子舞が奉納されている。

## 自然
池にはコイ、フナ、ナマズ、タナゴ、シジミなどの多様な水生動物が生息し、冬季にはカモなどの渡り鳥湖畔にはサワギキョウ、ハス、ヒシ、食虫植物のモウセンゴケ、タヌキモも見られる。

## アクセス

### 道路
- 富山県道・石川県道18号氷見田鶴浜線もしくは石川県道298号七尾鳥屋線

### 公共交通機関
- 七尾線七尾駅下車
- ななおコミュニティバス ぐるっと7（西コース）「西三階」停留所